# سنبو الكبرى
سِنبو الكبرى إحدى قرى مركز زفتى التابع لمحافظة الغربية بجمهورية مصر العربية، ومن أعلامها عالمة الذرة سميرة موسى.

## التاريخ
قرية سنبو الكبرى من القرى القديمة، حيث وردت باسم «سنبو الكبرى» في أعمال جزيرة قوسينا ضمن قرى الروك الصلاحي التي أحصاها ابن مماتي في كتاب قوانين الدواوين، كما وردت باسم «سنبو الكبرى» في أعمال الغربية ضمن قرى الروك الناصري التي أحصاها ابن الجيعان في كتاب «التحفة السنية بأسماء البلاد المصرية». وهي تسمى بالكبرى تمييزا لها عن سنبو الصغرى (سنبو مقام) التي بمركز ميت غمر.
فصلت منشأة الصباحي عن القرية في 1275 هـ ثم أعيدت إليها في سنة 1900 لتذكر القرية باسم سنبو الكبرى ومنشأة الصباحي ثم حذفت الأخيرة لاحقا.

## السكان
بلغ عدد سكان سنبو الكبرى 11,085 نسمة حسب تقدير عام 2018.
| السنة  | 1882 | 1897 | 1907 | 1927 | 1947 | 1960 | 1976 | 1986 | 1996 | 2006  | 2018   |
| ------ | ---- | ---- | ---- | ---- | ---- | ---- | ---- | ---- | ---- | ----- | ------ |
| القرية | 2825 | 3562 | 4050 | 4713 | 4602 | 4991 | 5572 | 6506 | 7065 | 8,260 | 11,085 |